# هنري بيشوب
هنري بيشوب (15 ديسمبر 1849 في المملكة المتحدة - 18 يوليو 1891 في أستراليا) (بالإنجليزية: Henry Bishop)‏ هو لاعب كريكت أسترالي. لعب مع فريق فكتوريا للكريكت.

## وصلات خارجية
- هنري بيشوب على موقع إي آس بي آن كريك إنفو (الإنجليزية)